# Семенченко Григорій Іванович
Григорій Іванович Семенченко (* 24 січня 1914, Ситняки, Київщина — 8 квітня 1996) — хірург-стоматолог. Доктор медичних наук, професор Одеського медичного інституту. Заслужений діяч науки УРСР.
Закінчив Київський медичний інститут (1938).
Учасник фінської і Великої Вітчизняної війни.
У докторській дисертації Г. І. Семенченка (1956) викладена нейротрофічна теорія розвитку остеомієліту щелеп. 1958 року Г. І. Семенченко був обраний на посаду завідувача кафедри хірургічної стоматології Одеського медичного інституту, де створив авторитетну школу хірургів-стоматологів і щелепно-лицевих хірургів, був деканом стоматологічного факультету до 1969 р.
Понад 80 друкованих праць.